# Pipils
Les Pipils constituent un peuple autochtone d'Amérique centrale vivant aujourd'hui dans la zone centrale et occidentale du Salvador. Ils parlent le pipil, une langue de la famille uto-aztec. Leurs ancêtres viennent de l'actuel Mexique et se sont installés au Guatemala, au Salvador et au Honduras. À l'heure actuelle, il existe encore des Pipils purs au Salvador et c'est le seul groupe ethnique qui parle sa langue ancienne, comme en témoignent les fortes influences linguistiques du Nahuatl (la langue prédominante chez les Aztèques). Les Pipiles ont donné leur nom aux terres du centre du pays, comme Cuzcatlán, et ils ont fondé un centre culturel et politique du même nom, près de l'actuelle ville de San Salvador.

## Étymologie
Le nom Pipil est le terme le plus couramment trouvé dans la littérature anthropologique et linguistique. Cet exonyme vient du mot nahuatl étroitement apparenté -pil « fils, enfant ». L'archéologue William Fowler souligne que le pipil peut être traduit par "noble" et suppose que les envahisseurs espagnols et leurs auxiliaires indiens ont utilisé ce nom en référence à la caste princière de la population, qui possédait toutes les terres et dirigeait et composait le armée permanente,. Selon d'autres narrateurs. les Tlaxcaltèques, provenant de l'actuel Mexique et alliés des Espagnols, utilisaient pour se moquer des Nahuas centraméricains car le pipil ressemble à du nahuatl prononcé par un enfant. Il semble beaucoup plus probable que le référent noblesse était le plus opérationnel puisque les Pipils, et d'autres cultures mexicaines anciennes, étaient socialement organisés en lignées nobles, et ces lignées sont encore une autre caractéristique typiquement mexicaine que les Pipils partageaient avec les Aztèques. et d'autres groupes du centre du Mexique.

## Histoire
Aux alentours des VIe et VIIe siècles, la route des migrations a conduit les Pipils du centre du Mexique à la région de la côte du golfe où le nahuat est encore parlé aujourd'hui - vers le sud à travers l'isthme de Tehuantepec, puis le long de la plaine côtière du Pacifique jusqu'au Guatemala et au Salvador. Certains locuteurs du nahuat ont continué vers le sud jusqu'au Nicaragua et au Costa Rica, où ils sont devenus connus sous le nom de Nicaraos. De plus, quelques enclaves éparses de Pipils ont été trouvées au Honduras. Au Xe siècle, les Pipils s'installent définitivement au Salvador ainsi que dans certaines régions du Guatemala et du Honduras. Plus tard, certains partirent du Honduras pour s'installer au Nicaragua et former le peuple Nicarao qui vers 1200  se sont séparés du peuple Pipil et se sont installés dans ce qui est aujourd'hui le Nicaragua. Ce peuple possédait un certain nombre de traits culturels en commun avec les Toltèques du centre du Mexique, notamment un calendrier identique.
Au Guatemala, les Pipils fondèrent Isquintepeque (actuellement la ville d'Escuintla) et furent influencés par la  culture maya (Quiché et  Cakchiquel principalement).

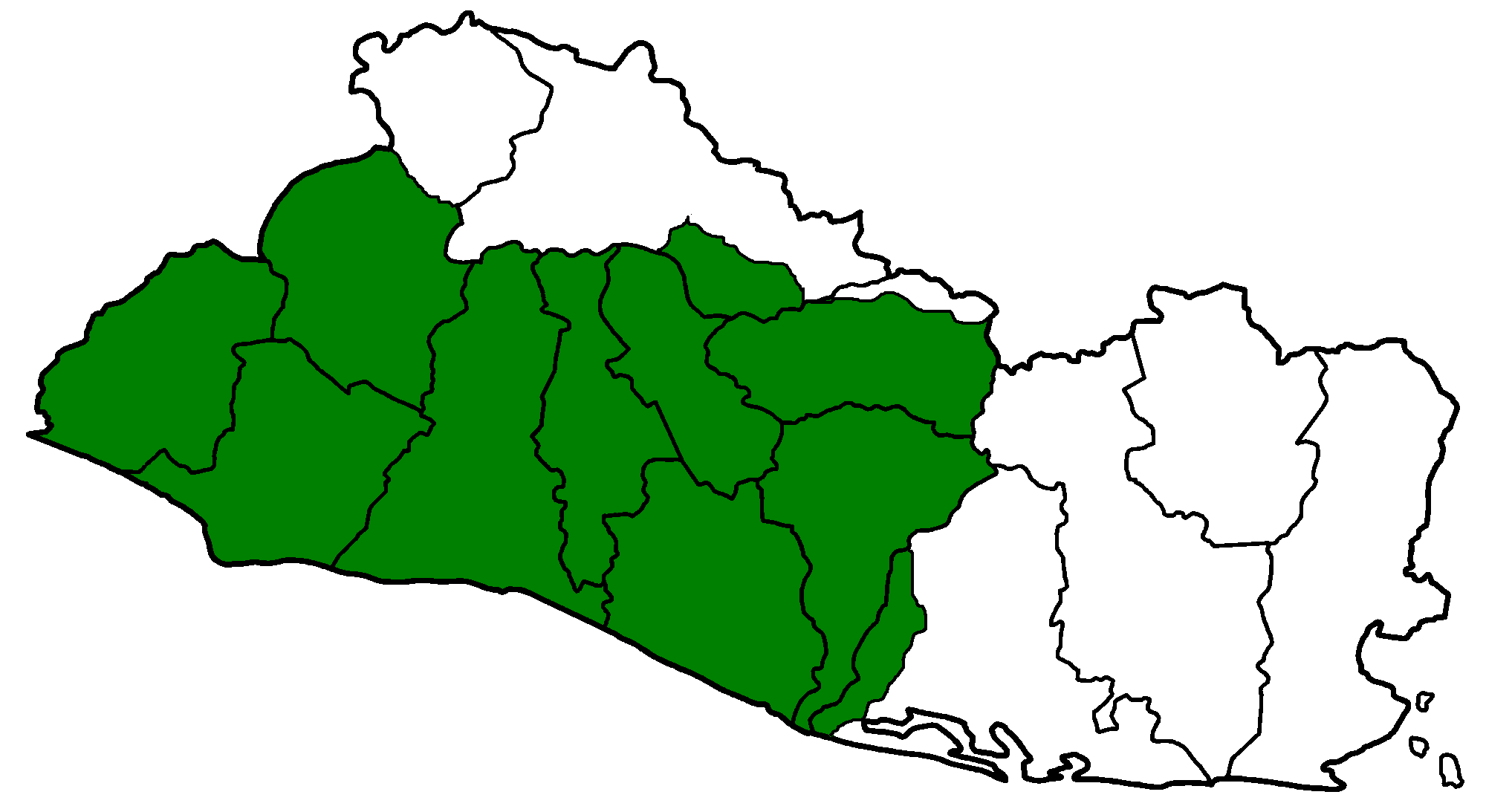
En vert, Cuzcatlan.

Au Honduras, ils s'installèrent dans les régions de Comayagua, Olancho, et Choluteca où ils furent aussi influencés par les Mayas Chortis.
Au Salvador, la Seigneurie de Cuzcatlan (ce qui signifie « Terre du joyau » ) fut créée vers le XIIIe siècle pour s'étendre du fleuve Lempa au fleuve Paz (frontière actuelle entre le Guatemala et le Salvador) à l'arrivée des Espagnols. La seigneurie était organisée en petits royaumes comme Izalco, Apanecatl, Apastepetl, Ixtepetl, Guacotecti dirigés par des caciques mais tributaires du  royaume de Cuzcatlan.
La population Pipil d'El Salvador comptait probablement près de 1 000 000 habitants à la veille de la Conquista. De plus, il y avait probablement au moins 100 000 autres Pipils dans la région côtière du sud-est du Guatemala.
En juin 1524, la conquête des Aztèques achevée, les conquistadors espagnols se tournent vers le sud pour de nouvelles terres riches. Hernan Cortes envoya Pedro de Alvarado au Guatemala. Il a dirigé ses 250 soldats espagnols et quelque 5 000 à 6 000 auxiliaires indigènes du Mexique le long de la côte Pacifique du Mexique et dans les hautes terres du Guatemala, où ils ont livré des batailles sanglantes contre les Cakchiquel et les Quiche Maya. Les premiers groupes Pipil qu'ils ont rencontrés habitaient la région d'Escuintla sur la côte sud-est du Pacifique du Guatemala. Après une brève campagne de terre brûlée au Guatemala, les Espagnols sont passés au Salvador. Pedro de Alvarado conquit Isquintepeque en 1524, Cuzcatlan en 1528 puis les régions honduriennes avant 1530. Lors de l'invasion de Cuzcatlan, le conquistador espagnol fut blessé par la lance du cacique d'Izalco Atonal qui le rendit boiteux jusqu'à la fin de sa vie.
La colonisation espagnole éradiqua les populations pipiles au Guatemala et au Honduras et a conduit à l'incorporation des Pipiles dans le système mondial européen. Cela signifiait que les Pipiles produisaient désormais de la richesse pour l'empire espagnol, et leur richesse consistait principalement en la production agricole, car El Salvador n'avait pas les métaux précieux qui sont devenus la cible principale de la conquête espagnole dans tout le Nouveau Monde.
La maladie européenne a également eu un impact énorme sur la population Pipil pendant la période coloniale. Trois vagues de maladies épidémiques graves ont frappé avec une mortalité énorme au XVIe siècle: la variole en 1520-21, la peste pulmonaire ou le typhus en 1545-48, et la variole et le typhus en 1576-77. À la fin du XVIe siècle, la population de Pipil a diminué à environ 95% de son niveau d'avant la conquête, et elle ne s'est complètement rétablie qu'à la fin du XVIIIe siècle.
Tout au long du 20e siècle et au cours des années qui ont suivi le 21e siècle, la population autochtone est devenue une minorité, atteignant seulement 10 % de la population totale.
Au Salvador, le soulèvement paysan de 1932 fut réprimé par Maximiliano Hernandez Martinez et des milliers de Pipils furent tués. Le souvenir de ce massacre brutal, connu sous le nom de La Matanza, reste dans le souvenir de nombreux Salvadoriens. On estime que 30 000 personnes ont été assassinées, ce qui en fait le plus grand ethnocide enregistré dans l'histoire contemporaine du Salvador.  Cette répression eut pour conséquence l'abandon par les Pipils de leur langue et de leur tradition pour s'assimiler dans la société salvadorienne. Aujourd'hui, la langue et la culture pipile ont pratiquement disparu.

## Culture pipile
Les Pipils, en particulier ceux de la  Seigneurie de Cuzcatlan, étaient influencés par la culture  aztèque et  toltèque en ce qui concerne l'organisation sociale, politique, religieuse et militaire ; mais aussi dans l'architecture, l'artisanat et les sciences (mathématiques, calendrier, médecine, écriture, etc.). De plus, tous les aspects pertinents de leur vie culturelle étaient liés à la sphère religieuse et à toutes les divinités importantes, même dans les expressions artistiques, il y existait une influence importante de la religion. Les personnes âgées sont la principale source de connaissances ancestrales et de récupération des langues. Mais cela peut changer si la communauté est intéressée à récupérer la culture et ne la laisse pas mourir.

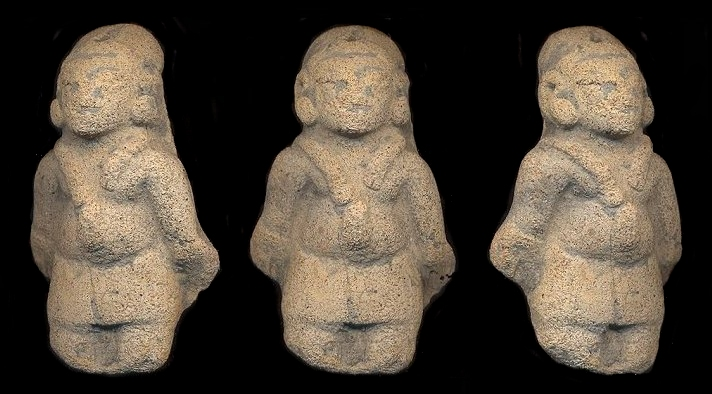
Statuette de la culture Pipil

### Religion
La religion Pipil était très similaire à celle des Aztèques. Le panthéon pipil : Xipe Totec, Ehécatl, Tlaloc, Chac Mool, étaient vénérés. Les trois principaux Dieux étaient teotl, créateur de l'Univers, Quetzalcóatl (Quetzalcoat en pipil), dont Ce Acatl Topiltzin Quetzalcoatl aurait fondé la ville de Cuzcatlan, et le Dieu pipil Itzqueye. En plus de ce qui précède, il est également important de prendre en compte que parmi d'autres divinités importantes se trouvait la déesse de la lune connue sous le nom de Metztli, étant généralement une figure féminine. Le dieu du soleil était aussi là, dans certains cas il était aussi considéré comme le chef du ciel, le terme Tonatiuh (Tonal en pipil) lui est attribué. Il y avait aussi une divinité liée aux ruisseaux et aux lacs, dans ce cas elle s'appelait Chalchiuhtlicue. Les Pipils croyaient aussi au nahual, « l’ange gardien » animal de chaque homme.
Une chapelle spécialisée pour les prêtres formait une caste spéciale parmi la noblesse. Les prêtres, décrits dans les premiers récits historiques, vivaient dans leurs temples et portaient des vêtements et des équipements spéciaux qui les distinguaient des autres membres de la noblesse. Leurs fonctions consistaient à accomplir des rituels, à présider des cérémonies et à servir d'intermédiaires entre les dieux et le peuple.
Le clergé était constitué du chef religieux nommé Tecti, du Tehuamatine chargé des prédictions, des Teupishques qui s'occupaient des cérémonies et des Tupilzín chargés des objets de culte et d'ouvrir la poitrine et retirer le cœur lors des sacrifices humains.

### Organisation sociale
La société pipile était une société martiale dirigée par des rois élus par les guerriers. Les guerriers et les prêtres étaient nommés pipiltun (noble). Les autres groupes étaient les poshtecas (commerçants), qui pouvaient aussi servir d’espions, les amautecas (artisans), les macehualtin (plébéiens) et les esclaves. Les royaumes étaient organisés en communautés ou calpullis qui se faisaient souvent la guerre pour des raisons de territoire, de domination et pour récupérer des esclaves.
Ce qui correspond à l'organisation sociale des Pipiles, il faut tenir compte du fait que toute la société était basée sur une démocratie et un régime basé sur les tribus qui se partageaient une portion de terre, on pourrait dire que d'après les références il y avait l'esclavage mais cela suppose d'être très différent de ce que les Européens considéraient comme de l'esclavage. Dans cette organisation sociale, l'esclavage mieux connu sous le nom de vassalité avait certains avantages, c'est-à-dire un foyer, le droit d'avoir une femme ainsi que des biens immobiliers, de la même manière, des portions importantes de terres, la liberté vis-à-vis de sa propre famille.

### Langue
Le pipil (ou Nahuat) est un dialecte dérivé du nahuatl. Sa principale caractéristique est la suppression du tl final en t, comme dans nahuatl/nahuat ou Quetzalcoatl/Quetzacoat. De nombreux noms de lieux d'origine indigène, la plupart d'entre eux étant dérivés de cette langue. La grande majorité des locuteurs sont jeunes, ce qui donne à la langue l'espoir d'être sortie de l'extinction. L'héritage des Pipils reste fort au Salvador, encore de nos jours l'espagnol salvadorien comprend de nombreux mots dérivés du nahuat.
Il existe également un intérêt renouvelé pour ces jeune pour la préservation des croyances traditionnelles et autres pratiques culturelles des Pipils, ainsi qu'une volonté accrue des communautés d'accomplir leurs cérémonies en public et de porter des vêtements traditionnels.

### Économie
L'économie Pipil est un système très similaire à l'économie développée par d'autres communautés mésoaméricaines importantes telles que les Aztèques et les Mayas. Le commerce était par ailleurs très développé et les royaumes pipils commerçaient avec les autres peuples  mésoaméricains. Comme dans le reste de la région, la fève de cacao, dont la région d'Izalco était une grande productrice, était utilisée comme monnaie. Il existait donc une unité monétaire et numérique (vicésimal) pour toute la mésoamérique facilitant le commerce et l'échange des connaissances.
Les Pipils vivaient, en plus des produits échangés avec le reste de la région, de la chasse et de la pêche locale. La nourriture était à base de maïs, de haricots, de racines, d’ayotes (espèce de calebasse), de cacao et de fruits. D'autres cultures vivrières importantes comprenaient les tomates, les arachides, les avocats et l'amarante. Leur culture du cacao, centrée dans la région d'Izalco et impliquant un système d'irrigation étendu et sophistiqué, était particulièrement lucrative, et le commerce du cacao Pipil atteignait le nord jusqu'à Teotihuacan.
Comme la plupart des peuples d’Amérique précolombienne, ils ignoraient le fer ou la roue. La plupart des outils étaient  en pierre comme les haches, les couteaux ou les pointes de flèche.
Les femmes Pipils participaient à l'économie par le tissage. Elles tissaient du textile à partir de coton, de fibre de palme, de bambou ou de sisal (fibre d’agave). D'autres objets tels que des filets de pêche et des hamacs étaient également produits. Elles fabriquaient des encres et des teintures à partir de plantes et de minéraux. Une plante qu'elles utilisaient était l'indigotier, qui est la source du colorant bleu à l'aniline. Elle faisaient du rouge à partir des corps des poux de bois.
Les chasseurs et les pêcheurs fournissaient de la nourriture ainsi que des matières premières. Les gibiers les plus connus de la régiondes Pipils comprenaient le cerf de Virginie, le lapin à queue blanche, le tapir et le pécari. Les objets étaient fabriqués à partir de peaux d'animaux, de plumes, d'os et de coquillages marins.

### Musique
Les Pipils ont développé diverses manifestations artistiques telles que la musique et la danse, en ce sens l'utilisation d'un pilier d'instrument de musique au tambour se démarque car il était généralement en bois. Il y avait une sorte de flûte faite d'écailles de tortue ou d'escargots de mer. Mais il n'existe aucune référence aux rythmes ou aux chansons que les musiciens de cette époque ont interprétées dans le cadre de leurs compositions.
D'autres instruments de musique traditionnels ont été introduits à l'époque coloniale, tels que le marimba (d'Afrique), la guitare et le violon (tous deux d'Europe).
Le sauvetage de la musique autochtone auprès des jeunes est constamment encouragé. Ces initiatives s'entrelacent dans l'espace et dans le temps, et deviennent des actions concrètes de résistance qui empêchent la langue et l'identité de ce peuple de disparaître. Le producteur et flûtiste David Blair Stiffler a publié en 1983 pour le compte de la Smithsonian Institution une anthologie de mélodies folkloriques traditionnelles latinées salvadoriennes de la culture Pipil, qui plongent leurs racines dans les cérémonies religieuses.

### Héritage de la culture pipile
Aujourd'hui, la culture pipile a complètement disparu et la langue n'est parlée que par très peu de personnes. Cependant, la culture salvadorienne étant issue du métissage entre la culture espagnole et les cultures des peuples précolombiens, il existe un héritage de la culture pipile. En plus des noms de certaines localités (Apaneca, Sonsonate, Chalatenango, Antiguo Cuscatlán, etc.) et des volcans (Izalco, Quezaltepeque,  Chincontepec, etc.), il existe des légendes et des mythes salvadoriens provenant directement des légendes et mythes pipils.
Ce n'est que récemment, en 2014, par le biais d'une réforme prévue par l'article 63 de la constitution que le gouvernement d'El Salvador les a reconnus en établissant que « les peuples autochtones doivent être reconnus et des politiques adoptés dans le but de maintenir et de développer leur identité ethnique et culturelle, vision du monde, valeurs et spiritualité. Il existe également des initiatives d'organisations dans la mise en œuvre d'ateliers et d'espaces de formation sur l'histoire, la culture et la connaissance de la vision du monde des peuples autochtones du pays. Le Centre d'études indigènes Calmecac (qui signifie maison de la sagesse en langue nahuat pipil) a été fondé au Salvador, un espace où la spiritualité indigène doit être approfondie.

## Pipils célèbres
- Prudencia Ayala (1885–1936), activiste
- Alicia Maria Siu, muraliste

### Discographie
- (en) The Pipil indians of El Salvador, enregistré et édité par David Blair Stiffler, Smithsonian Folkways recordings, Washington, D.C., 1983, 1 CD (39 min 58 s) + 1 brochure (4 p.)